# Centre d'Esquerres
El Centre d'Esquerres és un edifici del municipi de la Granadella (Garrigues) que forma part de l'Inventari del Patrimoni Arquitectònic de Catalunya.

## Descripció
És un edifici entre mitgeres de planta baixa, primer pis i terrat. Poster el més peculiar del conjunt és la pedra de la façana, record de l'encoixinat típic als segles XVII i xviii. A la planta baixa hi ha una gran porta flanquejada per petites finestres. Al primer pis hi ha un gran balcó de ferro, que ocupa tota l'amplada de la façana. La part superior del conjunt està feta de maons. Ressalta el finestral amb arc rebaixat i la balustrada de pedra tornejada. La barana final, a manera de cornisa, és de ceràmica.

## Història
Aquest edifici sembla que en un primer moment pertangué al senyor Millares. Posteriorment fou casa particular de la família Torroja. El 1930/31 se la venen i es funda el centre d'esquerres com a lloc de reunió, cinema, ball i cafè. En arribar la guerra civil (1936-1939) es tanca i passa a mans de l'estat, tot i que s'hi mantenen els balls i altres activitats lúdiques. Amb el temps, cap al 1953, se subhasta i s'ho queda la joventut del poble. A partir d'aleshores es constitueix com a casino. D'ençà 1990/91, també és seu de la llar de jubilats.